# Александър Сидиг
Сидиг Ел Тахир Ел Фадил Ел Сидиг Ел Абдерахман Ел Мохамед Ахмед Ел Абдел Карим Ел Махди (на арабски: صدّيق الطاهر الفاضل الصدّيق عبدالرحمن محمد أحمد عبدالكريم المهدي) (роден на 21 ноември, 1965) е английски актьор, познат е също като Сидиг Ел Фадил и Александър Сидиг. Известен е с ролята си на д-р Джулиан Башир от телевизионния сериал Стар Трек: Космическа станция 9, и с ролята си на принц Насир Ал-Субай във филма Сириана (2005). Участвал е в сериала 24, в ролята на Хамри Ал-Асад.

## Биография

### Личен живот
Сидиг е роден в Омдурман, Судан, но прекарва по-голямата част от живота си в Англия. Майка му е англичанка, която работи като театрален консултант, а баща му е суданец. Сидиг е мюсюлманин. Чичо му по майчина линия е английският актьор Малкълм Макдауъл, а чичо му по бащина линия е бившия министър-председател на Судан Садик ал-Махди. Учи в St. Lawrence College. До октомври 1995 г. той е записван като Сидиг Ел Фадил (три сезона от Стар Трек: Космическа станция 9), след това той променя сценичното си име на Александър Сидиг, за да е по-малко объркващо и по-лесно за произнасяне. През 1997 г. Сидиг се жени за Нана Визитър; двамата имат син, Джанго Ел Тахир Ел Сидиг, който е роден през 1996 г. Сидиг и Визитър се развеждат през 2001 г.

### Кариера
След края на Стар Трек: Космическа станция 9 Сидиг прави няколко запомнящи се филмови и телевизионни роли. През 2003 г. играе ролята на алжирски таен агент в епизода „Nest of Angels“ от британския телевизионен сериал Spooks. През 2005 г. играе ролята на помощника на Саладин, Насир, във филма на Ридли Скот Небесно царство и на принц Насир в Сириана, където участват още Джордж Клуни и Мат Деймън. През 2007 г. играе ролята на бившия терорист Хамри Ал-Асад в сериала 24.
Ролите често изискват от Сидиг да говори с различен акцент: английски акцент (Стар Трек: Космическа станция 9), кокни акцент (Царството на огъня) и алжирски акцент (Spooks). Говорил е и на арабски (Spooks, Сириана, 24). Той е също запален крикет играч и играе за крикет отбора Уисбъроу Грийн.

## Филмография и телевизионни участия
- Sammy and Rosie Get Laid (1987)
- A Dangerous Man: Lawrence After Arabia, ТВ филм (1990) – Емир Фейсал
- Big Battalions, ТВ минисериал (1992) – Юсеф
- Стар Трек: Следващото поколение, ТВ (1993) – Д-р Джулиан Башир
- Стар Трек: Космическа станция 9, ТВ (1993 – 1999) – Д-р Джулиан Башир
- Вертикална граница	(2000) – Кареем
- Царството на огъня (2002) – Аджей
- Spooks, ТВ (2003) – Ибн Халдун
- The Hamburg Cell, ТВ (2004) – Халид Шейх Мохамед
- Небесно царство (2005) – Насир
- Сириана (2005) – Принц Насир Ал-Субаай
- Poirot: Cards on the Table (2005) – Г-н Шайтана
- Hannibal – Rome's Worst Nightmare, ТВ (2006) – Ханибал
- Рождество (2006) – Ангел Гаврил
- 24 (2007) – Хамри Ал-Асад
- Последният легион (2007) – Теодорий Андронакий
- Un Homme Perdu (2007) – Фуад Салех
- Doomsday (2008)

### Други участия
- Whose Life Is It Anyway?, пиеса в Лондон – д-р Скот
- James Cameron's Titanic Explorer видеоигра (1997) – различни гласове
- Family Guy 4 сезон, 2 епизод, „Patriot Games“ (2006)

### Режисьорска работа
- Стар Трек: Космическа станция 9 (1993) епизодите „Business as Usual“ и „Profit and Lace“